# غزل صريح
الغزل الصريح أو الغزل الحضري هو أحد نوعي الغزل، وهو يختلف عن العفيف، فالغزل الصريح يتغني الشاعر فيه بالمفاتن الجسدية لحبيبته بعكس الغزل العفيف الذي يتغني الشاعر بالمحاسن المعنوية لحبيبته.

## الغزل الصريح في الشعر الجاهلي
من أبرز الشعراء الجاهليين الذين ظهر في أشعارهم الغزل الصريح الشاعر امرؤ القيس، وقد نشأ في حياة مترفة وكان أبوه ملكًا، وهو من أوائل الشعراء الذين وصل شعرهم عن الأماكن الخاصة بالنساء وخالف بشعره التقاليد والعادات التي اتسمت بها بيئته فيما يخص الحديث عن النساء، وهو صاحب المعلقة الشهيرة:
وله أبيات كثير يظهر فيها هذا النوع من الغزل حيث يصف مفاتن النساء ويحكي عن علاقاته النسائية، ومن تلك الأشعار:
ومن الشعراء الجاهليين الذين ظهر في شعرهم هذا النوع من شعر الغزل الشاعر الملقب بالأعشى، وهو الشاعر ميمون بن قيس، وهو أحد فحول شعراء الجاهلية وسمي بالأعشى بسبب ضعف في بصره. وقد استخدم الأعشى في شعره الطريقة القصصية التي اتسمت بها أشعار هذا النوع من الغزل، وقد وصف مفاتن حبيبته في معلقته، ومنها:
واتصف الصريح من شعر الغزل في ذلك العصر بما تميز به الشعر الجاهلي من عدة صفات تميزه هي رصانة اللفظ ووضوح الأسلوب، والدقة في انتقاء الالفاظ التي تعبر عن المعنى الحسي الذي يريده الشاعر، واتسمت الألفاظ الشعرية بالجرأة الشديدة، واستخدم الشعراء الأسلوب القصصي في وصف مغامرتهم وعلاقتهم النسائية.

## الغزل الصريح في صدر الإسلام والعصر الأموي
ولا نكاد نجد في شعر عصر صدر الإسلام حضوراً لافتاً للغزل الصريح بشكله الذي عرف عنه إلا في شعر عدد من الشعراء منهم سحيم بن الحسحاس، والذي استخدم ألفاظ شديدة الفحش والوصف الحسي الجريء، ومن ذلك وصفه لبنات بني الصبير:
ونقل عن السحيم أشعارًا وصف فيها المرأة بأوصاف حسية جريئة كما وصف مغامراته النسائية حتى أنه اتهم بأن إسلامه كان غير نابع عن عقيدة.
ومن سمات الغزل الصريح في عصر صدر الإسلام ندرة نماذجه، واستخدام ألفاظ شديدة الدقة عند وصف المرأة تبعد كل البعد عن الفحش والقول، وانتشار غرض الغزل العفيف الذي اتسم بوصف معاني الحب والمودة والرحمة والحياء، وذلك نتيجة التأثر الشديد بالتعاليم الإسلامية ومفهوم الحب وارتباطه بالعفة.
وسمي الغزل الصريح باسم الغزل الحضري لأنه انتشر في حواضر الشام، ولقد شهد غرض الغزل ازدهارًا واضحًا بسبب الاستقرار الأمني والرخاء الاقتصادي والتسامح الديني مما أتاح للشعراء الفرصة في التفنن في أشعارهم، كما أن اختلاط العرب ببلاد فارس أثر كثيرًا في عادتهم وتقاليدهم. ومن أبرز شعراء الصريح من الغزل في العصر الأموي عمر بن أبي ربيعة الذي أجاد في شعر الغزل إجادة بالغة وأكثر فيه حتى إن شعر الغزل في عذا العصر سمي بالغزل العمري، فعند النظر إلى قصائده تجد أن عشيقاته يصلن إلى أكثر من أربعين. ومن شعره الغزلي:
وبرزت في شعر عمر بن أبي ربيعة خصائص مميزة منها وصف المرأة وصفاً حسياً.كوصف القامة والمشية وبشرة الجسم، وأعضائه، وتغزله بنفسه الحوار ضمن القصيدة، قالت، قلتُ، ووحدة القصيدة الموضوع. وواصل شعراء الشام والعراق الطريقة التقليدية فتميز شعرهم عن الشعر البدوي رغم بقاء الصلة بينهما، ويبرز هذا من خلال شعر عمر بن أبي ربيعة الذي يعد راِئد شعر الغزل الصريح في عصره بحيث تميزت الصورة الشعرية عنده بجعل المرأة عاشقة، وجعل عمر المعشوق، فسيطرت الذاتية في شعره،
واتسم الغزل الصريح في هذا العصر بأن الشعراء لا يكتفون بوصف محاسن حبيبة واحدة في قصائدهم بل نجد في أشعارهم التغزل بعدة نساء، واعتاد شعراء العصر الأموي في شعر الغزل على طريقة الحوار فكثر في أشعارهم استخدام الألفاظ قالت وقلت. ونجد الشاعر يتغزل بوصف نفسه في الأبيات، كما تميزت ألفاظهم الشعرية بالرقة والطلاوة وقصر البحور الشعرية التي استخدموها.

## الغزل الصريح في العصر العباسي
وزاد انتشار شعر الصريح من الغزل في العصر العباسي نتيجة اختلاط العرب بالأمم الأخرى، حيث شاع بينهم التحلل الأخلاقي والمجون، ومن أشهر شعراء هذا النوع من شعر الغزل في ذلك العصر أبو نواس، ومن ذلك قوله:
كذلك من الشعراء الذين تفننوا في الشعر الصريح من الغزل كان بشار بن برد الذي لم يمنعه فقده للبصر من أن يصف المرأة في شعره، يقول:
وفي هذا العصر اتسم شعر الغزل الصريح بسمات منها: انتقاء الشعراء لألفاظ جريئة ومحركة للغرائز، وكثرة التحدث عن مفاتن المرأة الحسية، إضافة إلى دخول أفكار جديدة لم تكن موجودة من قبل كالغزل الصريح بالفتيان.

## الغزل الصريح في العصر الأندلسي
ومن أشهر شعراء الغزل الصريح في هذا العصر علي بن عطية البلنسي بن الزقاق، وأبو بكر يحيى بن بقي الاندلسي القرطبي الذي يقول في إحدى قصائده:

## الغزل الصريح في العصر الحديث
من أهم شعراء الغزل الصريح في العصر الحديث الشاعر بشارة الخوري، ولقب بالأخطل الصغير يقول في قصيدة (جفنه علم الغزل):
ومن سمات شعر الغزل الصريح في العصر الحديث سهولة الألفاظ والصور البلاغية، وكذلك سهولة استيعاب الأفكار في الأبيات، والنظر إلى عاطفة الحب بنظرة جديدة حيث تجاوز الشاعر من التجربة الذاتية إلى التجربة الجماعية، إضافة إلى رقة الألفاظ وانتقاء الالفاض البعيدة عن الفحش والتي تعبر عن معنى الغزل الصريح.